# Veșmânt clerical

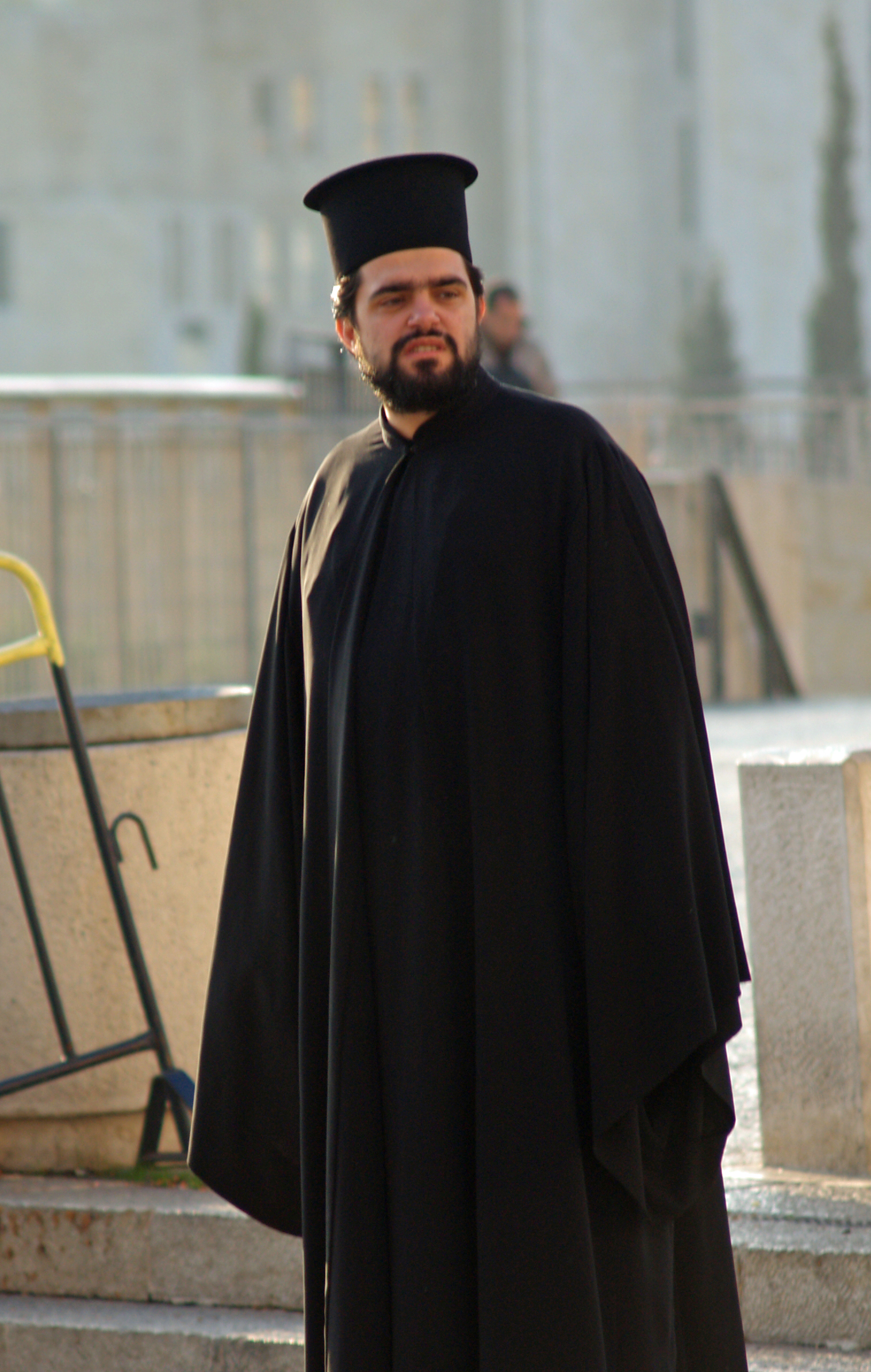
Sutană de tradiție orientală
(fără nasturi)

Veșmintele clericale (din latină vestimentum, „îmbrăcăminte”) sunt piesele specifice de îmbrăcăminte purtate de clerici fie în timpul celebrării slujbelor religioase (veșmânte liturgice) sau al exercitării unei funcții clericale în afara spațiului liturgic, cunoscute în română drept odăjdii, fie în timpul liber. Veșmintele clericale sunt un fel de uniformă, care permite identificarea purtătorului după ritul și rangul său. Ele diferă și în funcție de ocazia cu care sunt îmbrăcate.

## Veșminte preoțești neliturgice
- Sutana, reverenda sau anteriul este un veșmânt lung, ajustat pe corp, în tradiția bizantină fără nasturi în față. Preoții romano-catolici poartă 33 de nasturi la sutană, echivalentul celor 33 de ani ai lui Isus din Nazaret.
- Rasa: Veșmânt lung, larg purtat pe deasupra.  Arhivat în 4 martie 2016, la Wayback Machine..
- Crucea pectorală:
  - În Ortodoxia slavă, în general, crucea pectorală este însemnul distinctiv al preotului; majoritatea preoților, în special din tradiția rusească, poartă o cruce simplă, de culoare argintie (cel mai adesea dintr-un aliaj de cupru și cositor); crucile de aur cu pietre prețioase sunt conferite clericilor ca distincții speciale ; cea mai înaltă distincție care poate fi acordată unui preot este dreptul de a purta și o a doua cruce pectorală.
  - În practica grecească, crucea pectorală se acordă doar atunci când preotul este înălțat la rangul de iconom, și nu se face distincție între diferitele tipuri de cruce purtate.
  - În practica românească, crucea este o distincție dată de episcop unei preot înălțat la rangul de "stavrofor" (purtător de cruce).
- Scufia sau fesul: un acoperământ pentru cap, cu marginile moi; poate fi conic (stil rusesc)  sau plat (stilul grecesc). În Biserica Ortodoxă Română, preoții poartă doar scufia.  Arhivat în 21 ianuarie 2012, la Wayback Machine..
- Potcapul ("culionul"): un fel de pălărie tare; poate fi cilindrică, cu o margine conică aplatizată în vârf (după stilul grecesc - purtată de preoții căsătoriți)  sau plată, cu o margine mai mare în partea de sus (stilul rusesc) , ori pur și simplu cilindrică și plată în partea de sus (stilul sârbesc). În tradiția românească, preoții căsătoriți nu se disting de ceilalți prin veșmintele purtate.

Notă: Unele din aceste veșminte pot fi purtate în cursul slujbelor bisericești.

## Veșminte monastice
Deși nu toți monahii sunt propriu-zis clerici, și aceștia poartă anumite veșminte care îi disting de restul credincioșilor.
- Anteriul sau dulama:  Haină lungă, purtată pe dedesubt (a se vedea mai sus). Monahii îl poartă tot timpul.
- Brâul : spre deosebire de brâul preoțesc, este un fel de curea confecționată din piele; monahii îl poartă tot timpul, fiind astfel "încinși cu puterea adevărului", spre "mortificarea trupului și înnoirea duhului"; brâul monahal simbolizează mortificarea trupului prin asceză, pentru că este făcut din pielea unui animal mort.
- Pieptarul: un veșmânt scurt, fără mâneci, purtat peste anteriu. . Acesta poate fi purtat și de către preoții căsătoriți, dar de regulă aceștia nu îl poartă. Monahii îl poartă tot timpul.
- Rasa (sau giubeaua, cu un termen mai vechi): Haină lungă și largă, purtată pe deasupra (vezi mai sus). Monahii o poartă în timpul slujbelor bisericești.
- Scufia: a se vedea mai sus. În practica monastică grecească, și aceasta poate fi tare și plată (stilul grecesc, în timpul slujbelor)  sau moale (stilul grecesc, în afara slujbelor) . Purtată de monahi în afara slujbelor bisericești.
- Camilafca (kalimmachion, καλυμμαυχῖον): un fel de văl lung, purtat peste camilafca din practica grecească, fără să fie însă atașat de aceasta . În tradiția românească, terminologia este puțin diferită: Termenii culion și scufie sunt folosiți ca sinonime, camilafca-potcap din tradiția greacă și slavă este și ea asimilată acestora. Astfel, vălul purtat peste potcap (care în traducere literală ar însemna "peste camilafcă") a luat numele de camilafcă .

Klobuk: un văl atașat de potcap care coboară peste spate, este regula în practica slavă. Este purtat de monahi în timpul slujbelor (practica slavă). În tradiția românească, acest văl se numește tot camilafcă.
- - Mitropoliții din tradiția slavă poartă un văl alb , iar arhiepiscopii poartă și o cruce atașată de acesta  [1]; episcopii din tradiția greacă de regulă nu au aceste distincții. În tradiția românească, Mitropoliții poartă o cruce atașată de camilafcă, și numai Patriarhul poartă camilafcă albă (și se îmbracă în alb complet).

Mantia: E un veșmânt lung și larg, dintr-un material plisat, "ca o imbracaminte de raze", un fel de pelerină bogată, purtat peste rasă, de regulă la slujbele bisericești .

## Veșminte liturgice
Pentru diacon:
- Stihar: este o haină lungă până la pământ, amintind de veșmântul purtat la Botez; pentru diaconi, stiharul este de regulă făcut dintr-un brocart bogat ornamentat .
- Orarul: este o fâșie de pânză, purtată peste umărul stâng; în practica slavă, diaconii pot primi dublul orar (un orar mai lung) ca o distincție aparte, care este purtat peste umărul stâng, apoi înfășurat în jurul pieptului și adus înapoi în față peste umărul stâng; în practica grecească și românească, toți diaconii poartă orarul dublu.
- Mânecuțe: un fel de manșete care se leagă cu șireturi; diaconul le poartă pe sub stihar .

Pentru preot:
- Cruce pectorală (dacă are binecuvântare să o poarte);
- Stihar: stiharul preoțesc este, de regulă, alb, și dintr-un material mai ușor decât cel al diaconului, eventual cu marginile brodate;
- Mânecuțe: ca și ale diaconilor, numai că preotul le poartă peste stihar;
- Epitrahil sau patrafir:  veșmântul preoțesc prin excelență, purtat în jurul gâtului ;
- Brâu: curea de pânză purtată peste epitrahil ;
- Felon: un veșmânt larg, de formă conică, fără mâneci, purtat peste toate celelalte veșminte, mai scurt în față, pentru a facilita mișcările preotului;
- Bedernița sau nabedernița:  aparține tradiției slave; este alcătuită dintr-o bucată de țesătură întărită, purtată pe partea stângă, (dacă preotul a primit și epigonation-ul, bedernița este purtată pe partea stângă); aceasta este purtată ca o distincție specială (nu de toți preoții);
- Epigonatul: asemănătoare cu nabedernița, este în formă de diamant și este întotdeauna purtată pe partea dreaptă, trecută peste umărul stâng; este tot o distincție specifică a clerului; în practica bizantină, indica preoții care aveau hirotesia de duhovnici. În tradiția românească, epigonatul și bedernița sunt sinonime.

Pentru episcop: 
- Crucea pectorală
- Stiharul: precum cel al preotului;
- Mânecuțele: precum cele ale preotului;
- Epitrahil: precum cel al preotului;
- Brâu: precum cel al preotului;
- Sacosul:  în locul felonului, episcopul poartă sacosul, un veșmânt mai strâns pe corp, cu mâneci largi;
- Epigonatul sau bedernița: este purtat de toți episcopii ;
- Mitră:  ca o coroană pe care o poartă episcopii pe cap în timpul sfintelor slujbe ;
- Panaghia sau Engolpionul - medalion, de regulă cu o reprezentare a Maicii Domnului ținându-L în brațe pe Pruncul Iisus [nefuncțională]
. Unii episcopi (între care întâistătătorii Bisericilor autocefale) pot purta și un al doilea engolpion; Patriarhul Bisericii Ortodoxe Române poartă două engolpioane și o cruce pectorală .
- Omofor: considerat a fi cel mai important dintre veșmintele episcopale, omoforul este o fâșie largă de țesătură purtată de episcop în jurul umerilor ;
- Mantia: are forma unei pelerine care se încheie la gât și la picioare; episcopul o poartă la intrarea solemnă în biserică, înainte de Sfânta Liturghie.

Următoarele obiecte nu sunt propriu-zis veșminte, însă sunt folosite de episcop în timpul slujbelor: 
- Vulturul este un covoraș pe care este reprezentat un vultur cu un singur cap deasupra unei cetăți; în timpul slujbelor, episcopul stă pe acest covoraș .
- Cârja episcopală (sau toiagul): poate fi în formă de T, cu brațele îndoite și având în vârf o cruce, sau în forma a doi șerpi încolăciți, tot cu o cruce în vârf.